# Two Feet
Two Feet, pseudonimo di Zachary William Dess (New York, 21 giugno 1993), è un cantante e produttore discografico statunitense.

## Biografia
Nato a New York, ha firmato un contratto discografico con la Republic dopo che il suo brano Go Fuck Yourself, contenuto nel EP di debutto First Steps, è divenuto virale su SoundCloud. Il pezzo è riuscito a collocarsi nella Hot Rock & Alternative Songs di Billboard, ricevendo una certificazione d'oro dalla Recording Industry Association of America per le oltre 500 000 unità totalizzate negli Stati Uniti d'America.
La traccia I Feel Like I'm Drowning del terzo EP A 20 Something F*k gli ha valso il suo miglior posizionamento nella medesima graduatoria grazie a un picco di 13, venendo certificata oro dalla RIAA e doppio platino dalla Związek Producentów Audio-Video con oltre 100 000 vendite accumulate in suolo polacco.
Nel 2019 ha preso parte al festival Lowlands, tenutosi nei Paesi Bassi, ed è stato candidato agli iHeartRadio Music Awards come miglior nuovo artista rock/rock alternativo.
L'anno successivo è stato messo in commercio il suo primo album in studio Pink, a cui ha fatto seguito il disco Max Maco Is Dead Right?.

## Discografia

### Album in studio
- 2020 – Pink
- 2021 – Max Maco Is Dead Right?
- 2022 – Shape & Form

### EP
- 2016 – First Steps
- 2017 – Momentum
- 2018 – A 20 Something F*k
- 2021 – Max Maco Is Dead Right?

### Singoli
- 2017 – Love Is a Bitch
- 2017 – Had Some Drinks
- 2018 – Lost the Game & I Want It
- 2020 – Drugs (con Upsahl)
- 2020 – Call Me, I Still Love You
- 2020 – Think I'm Crazy
- 2020 – Time Fades Away
- 2021 – Fire
- 2021 – I Want Love (con Gryffin)
- 2021 – Part Time Psycho (con gli Shaed)
- 2021 – Patchwerk (con Sub Urban)
- 2021 – Fire in My Head
- 2021 – Devil
- 2021 – Ella
- 2021 – Don't Bring Me Down
- 2021 – Until I Come Home (con Grandson)
- 2022 – Day by Day (con Frank Walker)
- 2022 – Caviar & Amy
- 2022 – Play the Part/My Life
- 2022 – Tell Me the Truth
- 2023 – I Want You Dead (con Allie Cabal)
- 2023 – City (con Allie Cabal)
- 2023 – Take Me Home (con Bec Lauder)
- 2023 – Hard to Get (con Bec Lauder)
- 2023 – To My Knees
- 2023 – More than Chemical (con Bec Lauder)
- 2023 – Cities (con Toby Mai)
- 2023 – Kill Anyone (feat. Ari Abdul)
- 2024 – Falling to Pieces
- 2024 – A.C.
- 2024 – Let Me Go
- 2024 – Hitachi Vibe
- 2024 – Darling, I'm on Your Side
- 2024 – Want You to Want Me
- 2024 – Wait for You
- 2025 – Pleasure